# Decò (azienda)
Decò è una catena italiana di supermercati, superstore, ed ipermercati il cui marchio è stato creato da Multicedi S.r.l. azienda di Pastorano, in provincia di Caserta, che a sua volta fa parte del Gruppo VéGé.

## Storia
Il marchio Decò, già presente da alcuni anni in Campania, nasce ufficialmente il 5 maggio 2006 come insegna di 132 supermercati presenti nella regione. L'insegna è di proprietà di Multicedi S.r.l., azienda operante nel settore della grande distribuzione organizzata, con sede a Pastorano, in provincia di Caserta. Lo stesso anno viene lanciata la private label per alcuni prodotti.
La presenza di Decò aumenta rapidamente nell'arco di un decennio in tutta l'Italia meridionale con 435 punti vendita nel 2025.
Nel 2020, Multicedi e Gruppo Arena (detentrice del brand per la Sicilia) creano la società consortile denominata Decò Italia con sede a Milano, in cui la partecipazione dei due soci è paritetica. La joint-venture nasce con l'obiettivo di espandere l'insegna Decò in tutto il territorio nazionale. Inoltre cambiano i colori del logo, da giallo e blu a nero con inserti di bianco e rosso.

## Informazioni e dati
La catena di supermercati Decò è presente con le insegne Market Decò, Supermercati Decò, Maxistore Decò, Superstore Decò e Superfreddo Decò e al 2025 conta 435 punti vendita in Campania, Abruzzo, Molise, Basilicata, Lazio, Puglia appartenenti a Multicedi S.r.l. e con più di 150 punti vendita in Sicilia e Calabria, appartenenti al Gruppo Arena e ad altre società ad essa collegate.
Multicedi S.r.l. è stata fondata a Pastorano, in provincia di Caserta, nel 1993, per iniziativa di un gruppo di imprenditori campani. Nei primi anni di attività opera esclusivamente nel territorio campano e con i punti vendita affiliati ad Italmec, Sigma e poi a DiMeglio. Nel 2006 lancia il marchio Decò (già presente alcuni anni prima con una rete di negozi in Campania), con il quale avvia un processo di espansione che porta all'apertura di numerosi punti di vendita anche in altre regioni.
Gli ultimi dati Nielsen - GNLC di gennaio 2025 – registrano per Multicedi una quota di mercato Italia dell’1,39% (Iper+Super+Libero Servizio+Discount), mentre in Campania si registra un 15,43%, considerando tutti i format: Iper, Super, Liberi Servizi e Discount. 
Nel 2024, Multicedi ha registrato un fatturato di 1,7 miliardi di euro attraverso gli oltre 500 punti di vendita, con Decò e i 4 marchi insegna di proprietà: Adhoc Cash&Carry, Ayoka, Dodecà e Sebòn. Il Gruppo impiega attualmente oltre 1.600 dipendenti diretti. Nel 2020, con il partner Gruppo Arena, ha dato vita a Decò Italia, società consortile che gestisce il mondo della Marca Privata. Multicedi srl porta con sé, oltre ai marchi succitati di cui è diretta proprietaria, anche i punti vendita Flor do Cafè e Quarì. 
Nel gennaio del 2016, Multicedi è entrata a far parte del Gruppo VèGè per la creazione del più grande network italiano nelle attività di convenience, con oltre 3.500 pdv a varie insegne coinvolte, con una quota all’interno del gruppo di 16,7%.

## Sponsorizzazioni
Nel 2018, e nuovamente dal 2022, Decò è main sponsor della Sporting Club Juvecaserta, società professionistica di pallacanestro di Caserta, che milita in Serie B ed è nota anche come Decò Caserta.
Nella stagione 2019-2020, Decò è presente come sponsor principale nella maglia di casa della squadra di calcio Palermo militante in quell'anno in Serie D.
Nel 2020-2021, Decò è sponsor istituzionale del Napoli in Serie A.
Nel 2021-2022 Decò è main sponsor del Bari, in Serie C.